# Ibi-gawa
Pour les articles homonymes, voir Ibi.
Le fleuve Ibi (揖斐川, Ibi-gawa) est un cours d'eau du Japon long de 121 km et dont les méandres s'étalent sur un bassin versant de 1 840 km2.

## Géographie
Le fleuve Ibi prend sa source au mont Kanmuri (préfecture de Gifu) et fait partie d'un système de cours d'eau qui irriguent la plaine alluviale de Nōbi. À l'intérieur de ce système alluvial, il converge et diverge, à plusieurs reprises, avec le fleuve Kiso et la rivière Nagara. À Kuwana (préfecture de Mie), il rejoint définitivement la Nagara-gawa, environ 5 km avant de se jeter dans la baie d'Ise.

## Histoire
Pendant l'ère Edo (1603-1868), la quarante-deuxième station du Tōkaidō, Kuwana-juku, se trouvait sur la rive gauche de ce fleuve.